# BBDO
BBDO (Batten, Barton, Durstine & Osborn) est une agence de publicité internationale basée à New York. 
C'est la plus importante agence d'Omnicom Group, deuxième plus grand groupe de communication au monde. 
Elle est présente dans 80 pays et emploie environ 15 000 personnes.[Quand ?]

## Histoire
BBDO est issu de la fusion en 1928 de la Batten Company, fondée en 1891 par George Batten (1854–1918) et de la BDO (Barton & Durstine agency, fondée en 1919 par Bruce Fairchild Barton et Roy Sarles Durstine, puis renommée BDO au moment de l'arrivée d'Alex Osborn). Au moment de la fusion, l'ensemble prend le nom de BBDO (Batten, Barton, Durstine & Osborn), Osborn assumant la vice-présidence exécutive de l'entreprise jusqu'à sa retraite en 1960. 
Osborn conçoit en 1940 le brainstorming, méthode qu'il lance pour promouvoir, avec succès, son agence auprès de ses clients et de ses futurs clients éventuels. 
Il en dévoile la recette et les quatre règles de base en 1948 dans son livre Your Creative Power: How to Use Imagination to brighten life, to get ahead, livre plutôt orienté vers la créativité humaniste de développement personnel. Il y donne l'origine du mot brainstorming : les participants appelaient ces réunions créatives des brainstorm sessions.
En 1986, BBDO a fusionné avec DDB pour former le groupe Omnicom.

## En France: CLM BBDO
La filiale française, CLM BBDO, fondée en 1972 par Allen Chevalier, Jean-Loup Le Forestier et Philippe Michel a intégré le réseau BBDO en 1979.
Dans les années 1980, l'agence compte parmi ses directeurs artistiques Philippe Chanet qui obtient en 1993 le Grand Prix de l'Affichage pour la campagne de la marque Kookaï,,, mais surtout Gérard Jean, Joël Le Berre, Bruno Le Moult, Lucie Pardo, qui reçurent chacun un très grand nombre de récompenses  et trophées professionnels en France et à l'étranger. 
Philippe Michel, « l'une des grandes figures du monde de la publicité » décède la même année,.  
Installée à Boulogne-Billancourt, elle compte 150 collaborateurs.
En 2020, l'agence annonce la fin de ses activités avant la fin de l'année

### Équipe
Directeurs :
- Philippe Michel (1940-1993)
- Alain Poirée (1993-1994)
- Benoît Devarrieux - (1994-1995)[10],[11]
- Marianne Lenoir (2018-2019)

Directeurs artistiques, collaborateurs création :
- Philippe Chanet
- Étienne Chatiliez
- François Blachère
- Gérard Jean
- Jean-Loup Le Forestier
- Nicolas Bordas
- Pierre Berville
- Joël Le Berre
- Benoit Lagalle
- Clément Dantzer (depuis Directeur de Création avec Quentin Kientz)

### Prix, clients et campagnes primées

#### Années Philippe Michel (1980 - 1993)
Les campagnes publicitaires de la période portent l'empreinte du directeur de l'agence à l'époque. Bien qu'elles soient le fruit d'un travail collectif, ces campagnes emblématiques de sa vision de la publicités sont souvent associées à son nom : « En France, Philippe Michel de l'agence de publicité CLM/BBDO réalisera plusieurs publicités pour Apple qui feront date » (Le Monde, le 15 septembre 1999). Les slogans de certaines de ses campagnes sont entrés dans le patrimoine des expressions de la langue française[réf. souhaitée]Sous sa présidence est sortie la célèbre campagne d'affichage (1981) des Affiches Myriam pour Avenir Publicité : « Demain, j'enlève le haut » et « Demain, j'enlève le bas » dont les auteurs étaient Pierre Berville et Joêl Le Berre.
- 1981 - Affiches « Myriam » pour l'afficheur Avenir (photographe : Jean-François Jonvelle)
- Apple
- Éram
- Leclerc
- Mamie Nova
- Monoprix
- Total
- TF1 (vente au public de 40 % du capital de TF 1)[13]
- 1986 - Vittel, Grand Prix de l'Affichage[14]
- Volvic
- 1993 - Kookaï[15] - Grand Prix de l'affichage, directeur artistique : Philippe Chanet

#### Années 1990 à nos jours
- 2013 Prix de l'Agence de Publicité Créative de l'Année[16]